# 杜迪·塞拉
杜迪·塞拉（英語：Dudi Sela，1985年4月4日—），以色列男子職業網球運動員，單打世界排名最高二十九，他目前排名為以色列男子球員最高位，他右手持拍，他的身材是ATP巡迴賽中最矮小的。
在2003年，塞拉17歲時奪得法國網球公開賽的青年組的男子雙打冠軍，他在青少年組的單打最高排名為第十二，雙打排名為第十六。在2007年，他代表以色列參加台維斯盃，他曾有突出的表現力挫當時世界排名第七的費爾南多·岡薩雷斯，在2008年，他曾直落三盤擊敗當時世界排名第五的大衛·費雷爾，在2009年，在六月時他曾有七場比賽擊敗世界排名前五十名的球員。

## 外部連結
- 杜迪·塞拉（英文/西班牙文）的官方資料
- 杜迪·塞拉的國際網球總會 職業／青少年 官方資料（英文）
- 杜迪·塞拉的官方資料（英文）